# Багатоагентна система

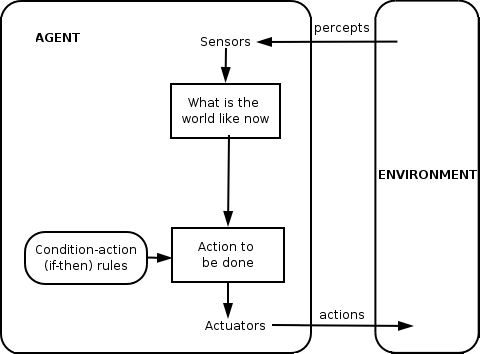
Звичайний агент

Агент, що навчається

Багатоагентна система (рос. МАС, англ. Multi-agent system) — це система, утворена декількома взаємодіючими інтелектуальними агентами. Багатоагентні системи (БАС) можуть бути використані для розв'язання таких проблем, які складно або неможливо вирішити за допомогою одного агента або монолітної системи. Прикладами таких завдань є онлайн-торгівля, ліквідація надзвичайних ситуацій, і моделювання соціальних структур.

## Огляд
У багатоагентній системі агенти мають кілька важливих характеристик:
- Автономність: агенти, хоча б частково, незалежні
- Обмеженість уявлення: у жодного з агентів немає уявлення про всю систему, або система занадто складна, щоб знання про неї мало практичне застосування для агента.
- Децентралізація: немає агентів, що керують усією системою[5]

Зазвичай у багатоагентних системах досліджуються програмні агенти. Проте, складовими мультиагентної системи можуть також бути роботи, люди або команди людей. Також, багатоагентні системи можуть містити й змішані команди.
У багатоагентних системах може проявлятися Самоорганізація і складна поведінка навіть якщо стратегія поведінки кожного агента досить проста. Це лежить в основі так званого ройового інтелекту.
Агенти можуть обмінюватися отриманими знаннями, використовуючи деяку спеціальну мову й підкоряючись установленим правилам «спілкування» (протоколам) у системі. Прикладами таких мов є Knowledge Query Manipulation Language (KQML) і FIPA's Agent Communication Language (ACL).

## Вивчення багатоагентних систем
Вивчення багатоагентних систем пов'язане з вирішенням досить складних проблем штучного інтелекту. 
Теми для дослідження в рамках БАС:
1. знання, бажання й наміри (BDI),
2. кооперація й координація,
3. організація,
4. комунікація,
5. узгодження,
6. розподілене рішення,
7. Кооперативне розподілене розв'язання задач,
8. мультиагентне навчання
9. надійність і стійкість до збоїв

## Парадигми багатоагентних систем
Багато БАС мають комп'ютерні реалізації, засновані на покроковому імітаційному моделюванні. Компоненти БАС зазвичай взаємодіють через вагову матрицю запитів,
```
 Speed-VERY_IMPORTANT: min=45mph, 
 Path length-MEDIUM_IMPORTANCE: max=60 expectedMax=40, 
 Max-Weight-UNIMPORTANT 
 Contract Priority-REGULAR 
```

і матрицю відповідей,
```
 Speed-min:50 but only if weather sunny,  
 Path length:25 for sunny / 46 for rainy
 Contract Priority-REGULAR
 note - ambulance will override this priority and you'll have to wait
```

Модель «Запит — Відповідь — Угода» — звичайне явище для БАС. Схема реалізується за кілька кроків: 
1. спочатку всім задається питання на зразок: «Хто може мені допомогти?»
2. на це тільки «спроможні» відповідають «Я зможу, за таку-то ціну»
3. в остаточному підсумку, укладається «угода»

Для останнього кроку зазвичай потрібно ще трохи (дрібніших) актів обміну інформацією. При цьому беруться до уваги інші компоненти, у тому числі вже досягнуті «угоди» і обмеження середовища.
Іншою часто використовуваною парадигмою в БАС є «феромон», де компоненти «залишають» інформацію для наступних у черзі або найближчих компонентів. Такі «феромони» можуть випаровуватися згодом, тобто їхні значення можуть змінюватися із часом.

## Властивості
БАС також належать до систем, що самоорганізуються, тому що в них шукається оптимальне розв'язання задачі без зовнішнього втручання. Під оптимальним розв'язанням розуміється розв'язання, на яке витрачене найменша кількість енергії в умовах обмежених ресурсів.
Головна перевага БАС — це гнучкість. Багатоагентна система може бути доповнена й модифікована без переписування значної частини програми.
Також ці системи мають здатність до самовідновлення й мають стійкість до збоїв, завдяки достатньому запасу компонентів і самоорганізації.

## Застосування БАС
Багатоагентні системи застосовуються в нашому житті в графічних застосунках, наприклад, в комп'ютерних іграх. Агентні системи також були використані у фільмах . Теорія БАС використовується в складених системах оборони. Також БАС застосовуються в транспорті, логістиці, графіці, геоінформаційних системах і багатьох інших. Багатоагентні системи добре зарекомендували себе в сфері мережних і мобільних технологій, для забезпечення автоматичного й динамічного балансу завантаженості, розширюваності й здатності до самовідновлення.

## Засоби розробки Мультиагентних Систем
- NetLogo [Архівовано 8 квітня 2011 у Wayback Machine.] — кросплатформне програмоване оточення для програмування Мультиагентних Систем
- VisualBots [Архівовано 16 грудня 2003 у Wayback Machine.] — безкоштовний мультагентний симулятор в Microsoft Excel з Visual Basic синтаксисом
- MASON [Архівовано 14 грудня 2012 у Archive.is] — Java бібліотека для моделювання Мультиагентних Систем
- REPAST [Архівовано 1 вересня 2010 у Wayback Machine.] — набір інструментів для створення систем, заснованих на агентах
- JADE — Java бібліотека для створення Мультиагентних Систем (JADE в wiki)
- SemanticAgent [Архівовано 18 червня 2010 у Wayback Machine.] — SWRL/JAVA
- CogniTAO [Архівовано 29 березня 2010 у Wayback Machine.] — C++ платформа розробки автономних мульти-агентних систем орієнтована на реальних роботів і віртуальних істот (CGF).

### Англійською
- The Brookings Center on Social and Economic Dynamics [Архівовано 6 червня 2011 у Wayback Machine.]
- UCLA Human Complex Systems Program [Архівовано 28 липня 2010 у Wayback Machine.]
- The Multi-Agent Systems Lab at U. Mass
- Teamcore Research Group at USC [Архівовано 11 серпня 2010 у Wayback Machine.]
- AgentWise Research Group at KULeuven, Belgium
- Agent Technology Group at CTU, Prague [Архівовано 6 серпня 2010 у Wayback Machine.]
- The Collective Agent Based Systems group at the Delft University
- The Multiagent & Cooperative Robotics Lab at Kansas State University [Архівовано 18 серпня 2010 у Wayback Machine.]
- Agent technology Roadmap
- MultiAgent systems
- Java-based Multi-Agent Systems
- The Maia Institute [Архівовано 2 лютого 2011 у Wayback Machine.]
- SwarmWiki [Архівовано 18 серпня 2010 у Wayback Machine.], загальний ресурс для агентного моделювання.
- MASLAB — Multiagent Systems Lab. at Universidade Federal do Rio Grande do Sul
- A Methodology for the Development of Multi-Agent Systems using JADE
- System Effectiveness Analysis Simulation (SEAS) [Архівовано 9 березня 2022 у Wayback Machine.] — Multi-Agent Theater Operations симулятор Військово-повітряних сил США
- Intelligent Software Agents — група Інституту Робототехніки, що займається розробкою Інтелектуальних Агентів
- Center for Models of Life [Архівовано 9 серпня 2011 у Wayback Machine.] — Інститут Нільса Бора
- Multi-Agent [Архівовано 27 липня 2011 у Wayback Machine.] — сайт Magenta Technology з Мультиагентних Систем